# Södra Herrgårdstjärnen
Södra Herrgårdstjärnen är en sjö i Nordanstigs kommun i Hälsingland och ingår i Ljungan-Gnarpsåns kustområde. Sjön har en area på 0,0514 kvadratkilometer och ligger 16,3 meter över havet.

## Delavrinningsområde
Södra Herrgårdstjärnen ingår i det delavrinningsområde (688237-158628) som SMHI kallar för Rinner mot N M Bottenhavets kustvatten. Medelhöjden är 21 meter över havet och ytan är 6,71 kvadratkilometer. Det finns inga avrinningsområden uppströms utan avrinningsområdet är högsta punkten. Avrinningsområdets utflöde mynnar i havet, utan att ha någon enskild mynningsplats. Avrinningsområdet består mestadels av skog (81 procent). Avrinningsområdet har 0,05 kvadratkilometer vattenytor vilket ger det en sjöprocent på 0,8 procent.